# Rafael dos Santos Franciscatti
Rafael dos Santos Franciscatti (* 9. April 1983 in Assis) ist ein ehemaliger brasilianischer Fußballspieler.

## Karriere
Franciscatti begann seine Karriere 2003 beim japanischen Zweitligisten Shonan Bellmare. 2005 unterschrieb er einen Vertrag beim brasilianischen Zweitligisten Marília AC. 2008 wechselte er zum Erstligisten Náutico Capibaribe. Danach spielte er bei Grêmio Barueri. 2008 wurde er mit Grêmio Barueri 4. Platz der zweiten Liga und stieg in die erste Liga auf. Von 2010 bis 2015 war er außerdem noch bei den Vereinen Atlético Monte Azul, Alagoinhas AC, AD Confiança und Sobradinho EC unter Vertrag. 2015 beendete er seine Karriere als Fußballspieler.